# Бриджмен, Джордж, 4-й граф Брэдфорд
Джордж Сесил Орландо Бриджмен, 4-й граф Брэдфорд (англ. George Cecil Orlando Bridgeman, 4th Earl of Bradford; 3 февраля 1845 — 2 января 1915) — британский политик и аристократ.

## Биография
Сын Орландо Бриджмена, 3-го графа Брэдфорд и Селины Луизы Форестер, дочери Сесила, 1-го барона Форестер.
Получил образование в школе Харроу. Служил в армии, дослужился до звания капитана. В 1867 году избрался в британский парламент на довыборах в округе Северный Шропшир и занимал эту должность до 1885 года. В марте 1898 года унаследовал титул графа Брэдфорда.

## Личная жизнь
Был женат на своей дальней родственнице Иде Ламли (1848—1936), дочери Ричарда Ламли, 9-го графа Скарборо. У них родилось 7 детей:
- Беатрис Эдин Бриджмен (1870—1952), супруга Эрнеста Джорджа Претимана[англ.].
- Маргарет Элис Бриджмен (1872—1954), замужем за Джоном Скоттом, 7-м герцогом Баклю. Среди их детей была Алиса, герцогиня Глостерская, которая вышла замуж за Генри, герцога Глостерского, сына короля Георга V.
- Орландо Бриджмен, 5-й граф Брэдфорд (1873—1957) — унаследовал титул отца.
- Хелена Мэри Бриджмен (1875—1947), супруга Осберта Молинье, 6-го графа Селтона[англ.].
- Флоренс Сибелл Бриджмен (1877—1936), супруга Роналда Коллета Нормана[англ.].
- Ричард Орландо Биконсфилд Бриджмен (1879—1917), погиб в авиакатастрофе в Восточной Африке в ходе первой мировой войны.
- Генри Бриджмен[англ.] (1882—1972), офицер Британской армией.